# Christer Malmberg (idrottare)
Christer Malmberg, född 10 januari 1947, är en före detta svensk fotbollsspelare och ishockeyspelare.
Han har spelat elitserieishockey i Malmö FF 1966 och 1968.[källa behövs] Malmberg blev svensk mästare och cupmästare 1967 samt tre gånger till. Han blev skytteligavinnare i div 2 med IFK Ystad 1969. Christer Malmberg är den enda infödda skåning som spelat både allsvensk fotboll och elitseriehockey.